# Анжерський апокаліпсис
«Анжерський апокаліпсис» — серія гобеленів, що зображає сцени Одкровення Івана Богослова. Знаходиться у французькому місті Анже. Гобелени створені між 1373 і 1381 роками для Людовика I Анжуйського. Первісно в серії було сім частин, кожна з яких складалася з чотирнадцяти гобеленів — семи з червоним тлом і семи з синім, а також містила зображення великої постаті під балдахіном, що уособлювала самого Івана Богослова. До теперішнього часу збереглись лише 64 гобелени, вони експонуються в спеціальному музеї на території Анжерського замку. Це найбільша в світі серія середньовічних гобеленів.

## Історія
Картони для гобеленів були виконані у 1375–1379 роках нідерландським художником Жаном де Бондолем, який працював при дворі французького короля Карла V. Джерелом для композицій, втілених у серії килимів, слугували мініатюри з рукописних «Коментарів до Апокаліпсису» Беатуса з Льєбани (X століття), манускрипт належав Карлу V. Гобелени були замовлені придворному ткалю Миколаю Батаю для Людовика I Анжуйського. Вони виготовлялися, вочевидь, в Парижі в майстерні Миколая Батая майстром Робером Пуассоном і були завершені близько 1381 року. У XV столітті Рене Добрий, герцог Анжуйський і король Неаполя, подарував їх Анжерському собору.
Гобелени виткані з шовку і шерсті, використані рослинні фарбники — індиго, корінь марени, жовтоцвіт, кармін. У кожного кольору не більше п'яти відтінків. В кінці XVIII і на початку XIX століття серія гобеленів зазнала значної шкоди, оскільки була виставлена в галереї з великими вікнами і фарби вицвіли під дією сонячного і місячного світла. Між 1843 і 1870 роками гобелени були відреставровані.
В кінці 1930-х років цикл ретельно вивчав реформатор мистецтва гобеленів Жан Люрса, який назвав «Анжерський апокаліпсис» «Сикстинською капелою, виконаною з шерсті». Дослідження уславленої нині серії допомогли Люрса сформувати  базові принципи гобеленового ткацтва XX століття, яке багато в чому спирається на досвід середньовічних майстрів.